# 426 (tal)
426 är det naturliga heltal som följer 425 och följs av 427.

## Matematiska egenskaper
- 426 är ett polygontal[1].
- 426 är ett jämnt tal.

## Inom vetenskapen
- 426 Hippo, en asteroid.